# Виборчий округ 79
Виборчий округ 79 — виборчий округ в Запорізькій області. В сучасному вигляді був утворений 28 квітня 2012 постановою ЦВК №82 (до цього моменту існувала інша система виборчих округів). Окружна виборча комісія цього округу розташовується в будівлі Василівської районної державної адміністрації за адресою м. Василівка, бульв. Центральний, 4.
До складу округу входять місто Енергодар, а також Василівський, Великобілозерський, Кам'янсько-Дніпровський райони та частина Оріхівського району (окрім північно-східної частини Преображенської сільської громади). Виборчий округ 79 межує з округом 81 на півдні, з округом 185 на заході, з округом 35 і округом 40 на північному заході та з округом 82 на півночі, на північному сході і на сході. Виборчий округ №79 складається з виборчих дільниць під номерами 230028-230053, 230055-230060, 230062-230089, 230234-230265, 230376-230386, 230388-230392, 230394-230399, 230401-230406, 230408-230414 та 230692-230713.

## Народні депутати від округу
| Ім'я                             | Фото | Партія          | Скликання | Дата набуття повноважень | Дата припинення повноважень |
| -------------------------------- | ---- | --------------- | --------- | ------------------------ | --------------------------- |
| Бандуров Володимир Володимирович |      | Партія регіонів | 7-ме      | 12 грудня 2012           | 27 листопада 2014           |
| Бандуров Володимир Володимирович |      | самовисуванець  | 8-ме      | 27 листопада 2014        | 29 серпня 2019              |
| Яцик Юлія Григорівна             |      | Слуга народу    | 9-те      | 29 серпня 2019           |                             |

## Результати виборів

### Парламентські

#### 2019
Кандидати-мажоритарники:
- Яцик Юлія Григорівна (Слуга народу)
- Бандуров Володимир Володимирович (Опозиційна платформа — За життя)
- Коробов Юрій Миколайович (Опозиційний блок)
- Сердюк Іван Іванович (самовисування)
- Диновська Тетяна Сергіївна (самовисування)
- Шевченко Анатолій Вікторович (самовисування)
- Лохматов Андрій Олександрович (Батьківщина)
- Терентьєв Андрій Альбертович (Європейська Солідарність)
- Хоролець Сергій Вадимович (самовисування)
- Могилевцев Олександр Юрійович (Аграрна партія України)
- Коломоєць Олег Олександрович (самовисування)
- Дубков Артем Володимирович (самовисування)
- Поліно Юрій Михайлович (самовисування)
- Астахова Олена Іванівна (самовисування)
- Ашерова Маргарита Євгеніївна (самовисування)

#### 2014
Кандидати-мажоритарники:
- Бандуров Володимир Володимирович (самовисування)
- Григорчук Олександр Сергійович (самовисування)
- Самойдюк Іван Гнатович (самовисування)
- Червоненко Євген Альфредович (самовисування)
- Величко Володимир Анатолійович (Комуністична партія України)
- Шевченко Анатолій Вікторович (самовисування)
- Мних Олег Миколайович (Батьківщина)
- Пріт Віктор Іванович (самовисування)
- Яровий Олег Миколайович (Радикальна партія)
- Кондратєвич Олег Петрович (Народний фронт)
- Тиховод Анатолій Миколайович (Заступ)
- Щербак Віталій Вікторович (самовисування)
- Лебеденко Сергій Степанович (самовисування)
- Подлобніков Віталій Вікторович (Свобода)
- Журавльов Денис Юрійович (самовисування)
- Чистякова Віра Анатоліївна (самовисування)
- Мудра Ірина Ярославівна (самовисування)
- Кобець Олексій Станіславович (самовисування)
- Тимченко Людмила Миколаївна (самовисування)
- Кізілов Юрій Олександрович (самовисування)
- Криштоп Ігор Володимирович (самовисування)
- Панченко Дмитро Сергійович (самовисування)
- Намлієв Олександр Федорович (самовисування)

#### 2012
Кандидати-мажоритарники:
- Бандуров Володимир Володимирович (Партія регіонів)
- Величко Володимир Анатолійович (Комуністична партія України)
- Шевченко Анатолій Вікторович (УДАР)
- Морщавка Іван Євгенович (самовисування)
- Водяников Валерій Володимирович (самовисування)

## Явка
Явка виборців на окрузі: